# Pierre de Salabert
Pour les articles homonymes, voir Salabert.
Pierre de Salabert (Albi, 1734 - Munich, 1807), est un abbé français. Il fut ministre de la principauté de Palatinat-Deux-Ponts dans le Saint-Empire romain germanique.

## Biographie
Fils d’un boucher, Pierre de Salabert voit le jour à Albi dans le sud de la France. Ordonné prêtre à Metz, Pierre de Salabert fut choisi pour être le précepteur des deux jeunes fils du comte Frédéric de Deux-Ponts-Birkenfeld (1724-1767) et de Maria Franziska Dorothea de Palatinat-Soulzbach, Charles-Auguste, appelé à succéder à son oncle à la tête du duché et Maximilien. Il les accompagna dans la capitale du duché en 1762 pour se mettre au service du chevalier de Keralio, gouverneur des enfants.
Après 1772, l'abbé suivit ensuite la carrière du plus jeune, Maximilien de Deux-Ponts, qui fit de lui son confident. Le Duché de Lorraine étant devenu Français en 1766, le duché de Deux-Ponts se trouvait frontalier de ce puissant mais amical voisin. Déjà le roi Louis XV de France avait fait anoblir la charmante épouse morganatique du duc Christian IV de Deux-Ponts, il ne refusa pas la nomination de l'abbé de Salabert à l'abbatiat de la riche abbaye Lorraine de Tholey.  Ayant hérité du trône de Bavière en 1799, Maximilien nomma son ancien précepteur ministre des Affaires Étrangères et commandeur d’Essing (près de Ratisbonne).
Aimant tous les plaisirs de la vie, l’abbé de Salabert résida d’abord au château de Blieskastel, près de la ville de Deux-Ponts, puis à celui de Hombourg que le duc Charles II Auguste de Palatinat-Deux-Ponts lui avait offert. L’abbé suivit ensuite le duc puis roi Maximilien de Deux-Ponts à Munich, où il se fit bâtir en 1804 – 1805, par l’architecte Karl von Fischer, un des premiers et des plus beaux palais néo-classiques de la capitale bavaroise, le « Palais Salabert », devenu par la suite le « Palais du prince Charles », une résidence d’apparat du premier ministre bavarois actuel.
Pierre de Salabert décéda à Munich, le 21 février 1807.
Son abbaye de Tholey, pillée en 1794 par les armées françaises, a été réinstaurée comme abbaye par le pape en 1949.

## Sources
- Hans-Michael Körner (dir) : Große Bayerische Biographische Enzyklopädie, 4 tomes, Walter de Gruyter, Berlin, 2005.